# Sidicins
Les Sidicins (Sidicini en latin et Σιδικῖνοι en grec ancien) sont un peuple italique de l'Italie antique.
Ils occupent le nord de la Campanie entre la Liris et le Vulturne, sur les confins du Samnium. Leur capitale est Teanum Sidicinum, au contact des Aurunces.

## Les Sidicins dans l'histoire romaine

### Première guerre samnite (343-341)
Les Sidicins sont mentionnés pour la première fois dans l'histoire romaine en 343 av. J.-C.. Les Samnites menacent les Sidicins de Teanum, qui font appel à l'État campanien de Capoue, qui est vaincu par les Samnites, et qui se tourne lui-même vers Rome. Alliés aux Samnites d'une part, les Campaniens ayant remis inconditionnellement corps et biens à Rome d'autre part, les Romains s'engagent auprès des Campaniens dont l'État est maintenant romain plutôt qu'auprès de leurs alliés samnites. Aux côtés des Romains, se trouve la ligue latine ainsi que les Campaniens de Capoue, Suessula et Cumes. C'est la première fois dans l'histoire que Rome intervient au-delà du Latium et de ses abords.
Le conflit militaire connu sous le nom de « première guerre samnite » est bref,. Les Romains défont le peuple montagnard en plusieurs occasions, notamment au Mont Gaurus, mais ils subissent plusieurs revers et ne prennent pas d'avantage décisif. Le parti romain favorable à l'alliance avec les Samnites et des tensions entre Rome et la ligue latine mène Rome à renouveler très rapidement l'alliance avec la confédération samnite,. Les Romains acceptent que les Sidicins restent dans la sphère d'influence samnite, mais la mainmise romaine sur les Campaniens est maintenue,.

### Guerre latine (340-338)
L'abandon de Teanum est un coup dur pour l'économie commerciale des Latins et les Sidicins font appel à eux. De plus, les Campaniens peuvent se sentir trahis par ce renouvellement du pacte romano-samnite, bien que Capoue ait été préservée de l'attaque des Samnites par Rome. Celle-ci ne semble être intervenue en Campanie que pour y prendre pied.
En 340 av. J.-C., la ligue latine, les Sidicins, quelques éléments campaniens, mais aussi des Volsques et des Aurunces récemment soumis, entrent en guerre contre Rome alliée à la confédération samnite,,. Ainsi commence la guerre latine, qui voit la coopération étroite des Romains et des Samnites contre les coalisés. Elle se termine par la dissolution de la ligue latine en 338 av. J.-C. à la suite de la victoire romano-samnite, la perte d'indépendance des cités latines au profit de Rome et la confirmation de la mainmise romaine sur le Latium et sur une partie de la Campanie,,. Les Sidicins sont quant à eux soumis par les Samnites.

### Guerre romano-sidicine (336-332)

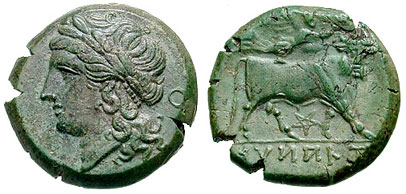
Monnaie frappée à Teanum Sidicinum, portant le nom de la cité en alphabet osque.

En 336, une guerre éclate entre les Sidicins et les Aurunces. Ces derniers, soumis une dizaine d'années plus tôt par Rome, l'appellent à son secours. Le Sénat accepte de les aider et d'envoyer une armée. Les Sidicins s'emparent de Suessa Aurunca.
En 335, les Ausones de Calès s'unissent aux Sidicins. Les consuls dispersent l'armée de ces deux peuples dans une bataille « peu mémorable d'ailleurs » selon Tite-Live. L'année suivante, les Romains marchent sur Calès, dispersent à nouveau les Ausones et prenne la ville où une colonie est déduite.
En 333/332, les consuls dévastent le territoire sidicin jusqu'aux remparts de Teanum, où s'est réunie une importante armée des Sicicins. Tite-Live rapporte ensuite que l'armée romaine ne quitte pas leur territoire, et c'est la dernière mention des Sidicins dans son récit. Les terres des Sidicins sont pourtant alors sous domination samnite, et les Romains craignent alors une guerre contre ces derniers, guerre qui débute en 327 : la deuxième guerre samnite.

### Souveraineté romaine (à partir de 304)
En 305, à la fin de la deuxième guerre samnite, les deux armées consulaires mènent un raid audacieux et victorieux dans le Samnium en passant par les terres sidicines,.
Les conditions de paix ne sont pas trop dures pour les Samnites, qui cèdent tout de même les pourtours du Samnium : la Campanie, dont sans doute les terres des Sidicins, à l'ouest et l'Apulie à l'est. La vallée du Liris passe entièrement entre les mains de Rome ainsi que le pays des Aurunces mais les Samnites gardent par exemple la forteresse d'Atina dans les montagnes tout proches,.
En 297, lors de la troisième guerre samnite, les terres sidicines sont bien sous domination romaine, un des consuls passant par là pour mener campagne contre les Samnites
Ils disparaissent ensuite comme peuple distinct dans le courant du IIe siècle av. J.-C. À l'époque augustéenne, Strabon parle d'eux comme d'un peuple osque disparu.